# Manuel de Salamanca Negrete
Manuel de Salamanque Negrete (Burgos, 29 mai 1831 - La Havane, 6 février 1890) est un militaire et homme politique espagnol, fils du Comte de Campo Alange. Bien qu'il ait obtenu le grade de licencié en Philosophie, il suit une carrière militaire, comme son père. En 1875, durant la troisième guerre carliste, il est nommé commandant, général de division du bord droit de l'Èbre et du Maestrazgo. Il met sa position à profit pour établir des relations politiques dans la zone. Quand la restauration bourbonnienne est établie, il rentre d'abord au Partido Constitucionadans puis au Parti Libéral avec lequel il est élu député dans la circonscription de Tortosa aux élections de 1876 et dans celle de Chelva aux élections de 1879 et de 1881. Au Congrès des Députés, il est le porte-parole du mécontentement de la politique du gouvernement dans la guerre de Cuba, et soutient Enrique Villarroya Llorens contre Trinitario Ruiz Capdepón. En 1883 il est nommé sénateur à vie et en 1887 capitaine général de Cuba, où il meurt un an plus tard.